# Mbeya (rivier)
De Mbeya (ook Mbé of Mbei: Frans: Rivière Mbeya) is een rivier in Gabon en Equatoriaal-Guinea. De rivier mondt uit in de Komo. Het stroomgebied omvat 6940 km2 en ligt voor 93% in Gabon. Bij Kinguélé en Tchimbélé bevinden zich twee waterkrachtcentrales in de rivier.